# Älskar, älskar inte (film, 1979)
Älskar, älskar inte, italiensk film från 1979 i regi av Armenia Balducci.

## Om filmen
Älskar, älskar inte regisserades av Armenia Balducci, som även skrev filmens manus tillsammans med Ennio De Concini.

## Rollista (urval)
- Jacqueline Bisset - Louise
- Maximilian Schell - Giovanni
- Terence Stamp - Henry
- Monica Guerritore - Giulia
- Luca Venantini - Luca (as Gian Luca Venantini)
- Pietro Biondi - Berto